# Eric Helmer Ericson
Eric Helmer Ericson, född 15 januari 1896 i Odensvi församling, Kalmar län, död 19 december 1967 i Kisa församling, Östergötlands län, var en svensk folkmusiker.

## Biografi
Ericson föddes 1896 i Odensvi socken. När Ericson spelade hade han fiolen mot bröstet. Han spelade på ett gammaldags sätt. Ericson arbetade som handlare i Kisa.
Ericsons mormor Lovisa Jonsdotter (död 1918) i Hycklinge socken var musikalisk och sjöng många polskor och låtar. När hon levde fanns inga spelmän i Hycklinge, utan hon fick sjunga till dansen vid gillena.

## Upptecknade låtar
- Polska i D-dur efter Lovisa Jonsdotter i Hycklinge socken. Jonsdotter hade lär sig valsen av en gammal storspelman som kallades Fregge i Aska.[2][3]
- Vals Tysken i G-dur efter Lovisa Jonsdotter i Hycklinge socken. Jonsdotter hade lär sig valsen av en gammal storspelman som kallades Fregge i Aska (Fredrik i Aska).[2][3]